# Himertosoma basilewskyi
Himertosoma basilewskyi är en stekelart som först beskrevs av Pierre L. G. Benoit 1955.  Himertosoma basilewskyi ingår i släktet Himertosoma och familjen brokparasitsteklar. Inga underarter finns listade i Catalogue of Life.